# Svlačec

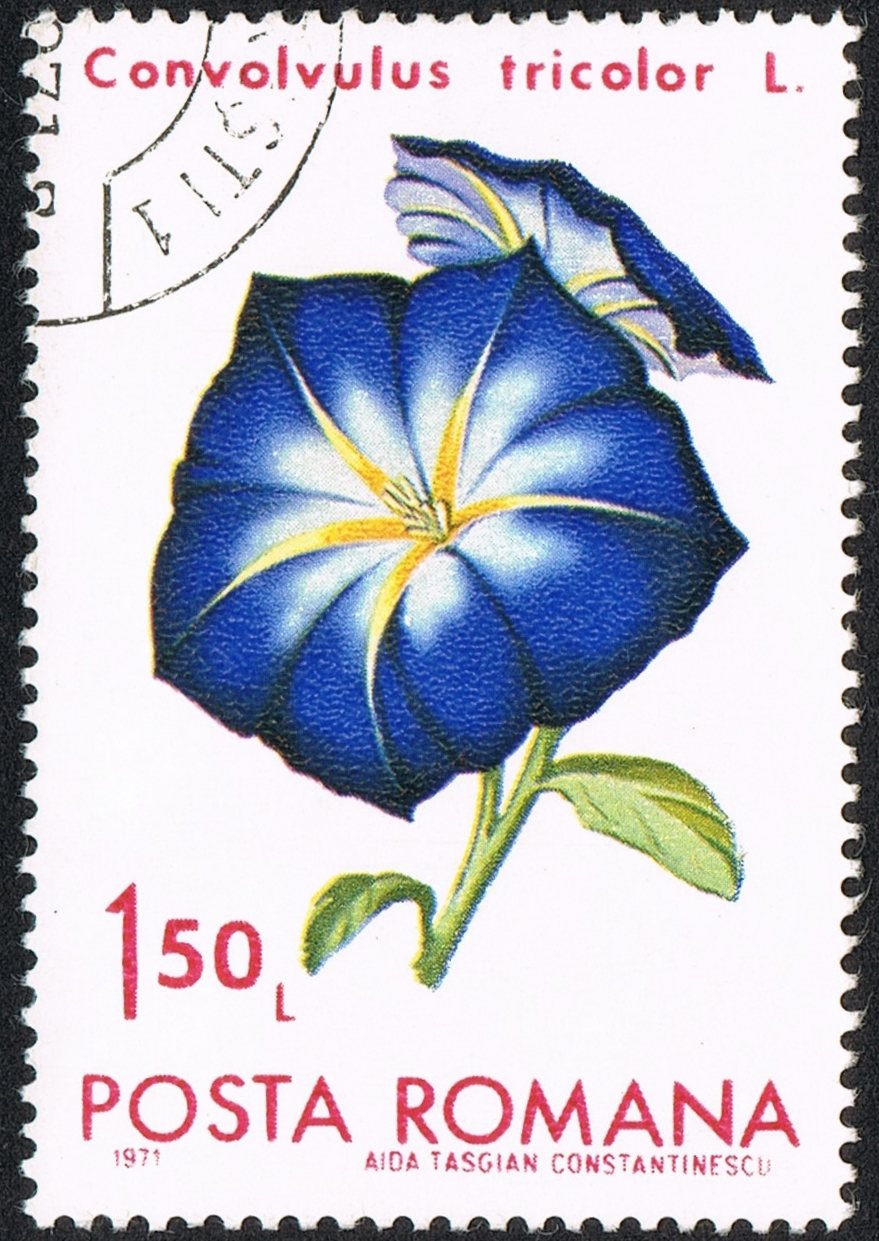
Svlačec trojbarevný (C. tricolor) na poštovní známce

Svlačec (Convolvulus), lidově též šlatec, je rod vyšších dvouděložných rostlin z čeledi svlačcovité. Jsou to popínavé, poléhavé nebo přímé byliny nebo řidčeji keře se střídavými jednoduchými listy a nálevkovitými květy. Vyskytují se v počtu asi 250 druhů zejména v severním mírném pásu. V České republice se vyskytuje jediný druh, svlačec rolní. Některé druhy se pěstují jako okrasné rostliny, zejména svlačec trojbarevný.

## Popis
Svlačce jsou jednoleté nebo vytrvalé poléhavé, popínavé nebo přímé byliny s jednoduchými listy, řidčeji polštářovité nebo vzpřímené keře. Popínavé druhy mají ovíjivou lodyhu a nemají úponky. Listy jsou řapíkaté nebo přisedlé, střídavé, celokrajné nebo na okraji laločnaté. Květy jsou úžlabní, jednotlivé nebo v květenstvích různých typů. Kalich je vytrvalý, složený z 5 lístků a za plodu se nezvětšuje. Koruna je nálevkovitá nebo zvonkovitá, na okraji mělce laločnatá nebo rovná, s 5 více či méně zřetelnými žilkami. Tyčinky jsou přirostlé na bázi koruny. Semeník obsahuje 2 komůrky, v každé je po 2 vajíčkách. Čnělka je jediná, vrcholová, nesoucí 2 blizny. Při bázi semeníku bývají drobná, bradavčitá a zpravidla oranžová nektária. Plodem je tobolka pukající 4 chlopněmi nebo nepravidelně. Obsahuje 1 až 4 hnědá nebo černá semena. Povrch semen je hladký nebo různě skulpturovaný.

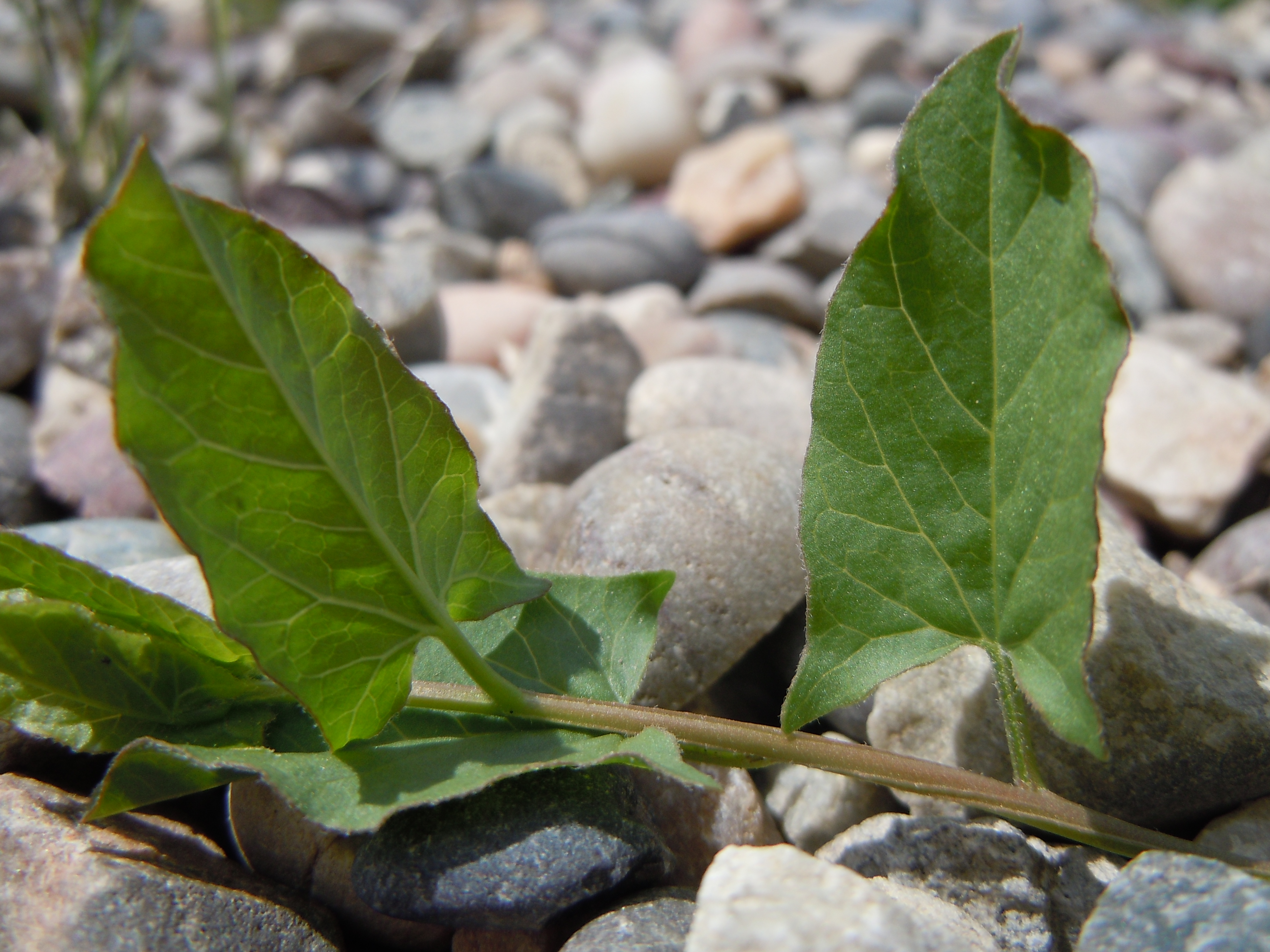
Listy svlačce rolního (C. arvensis)
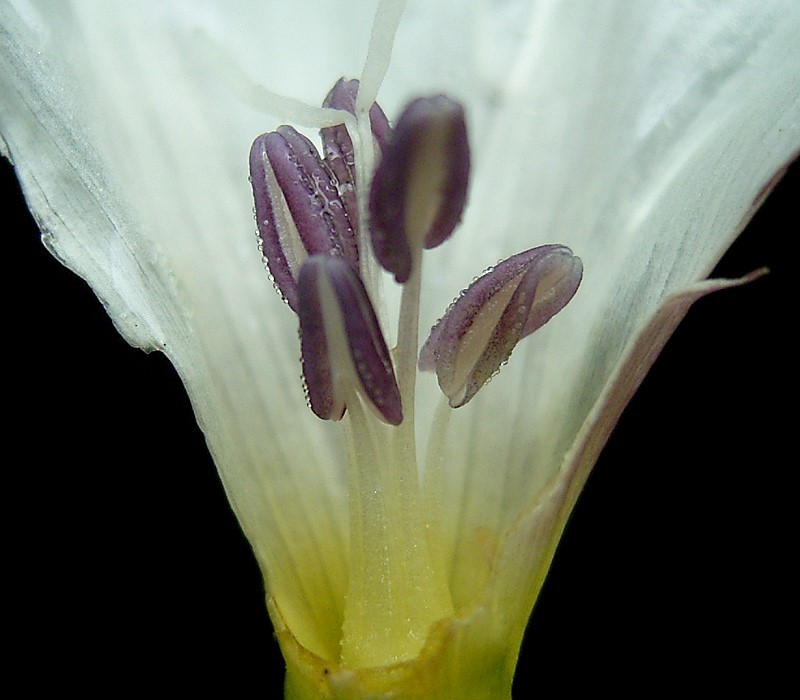
Řez květem svlačce rolního (C. arvensis)
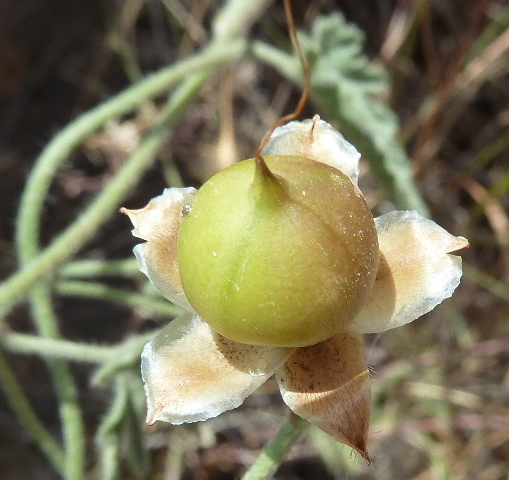
Tobolka svlačce proskurníkovitého (C. althaeoides)
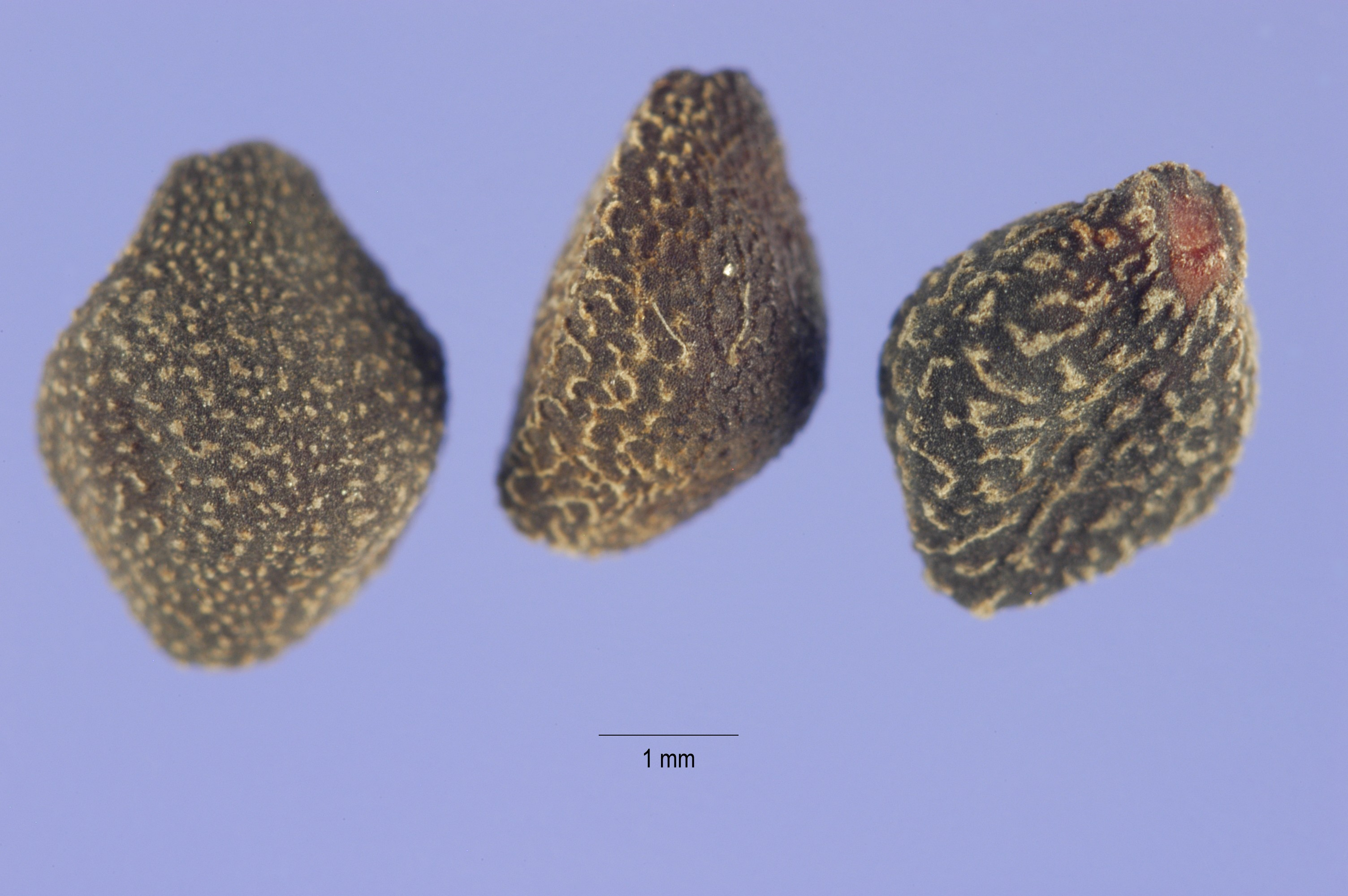
Semena svlačce rolního
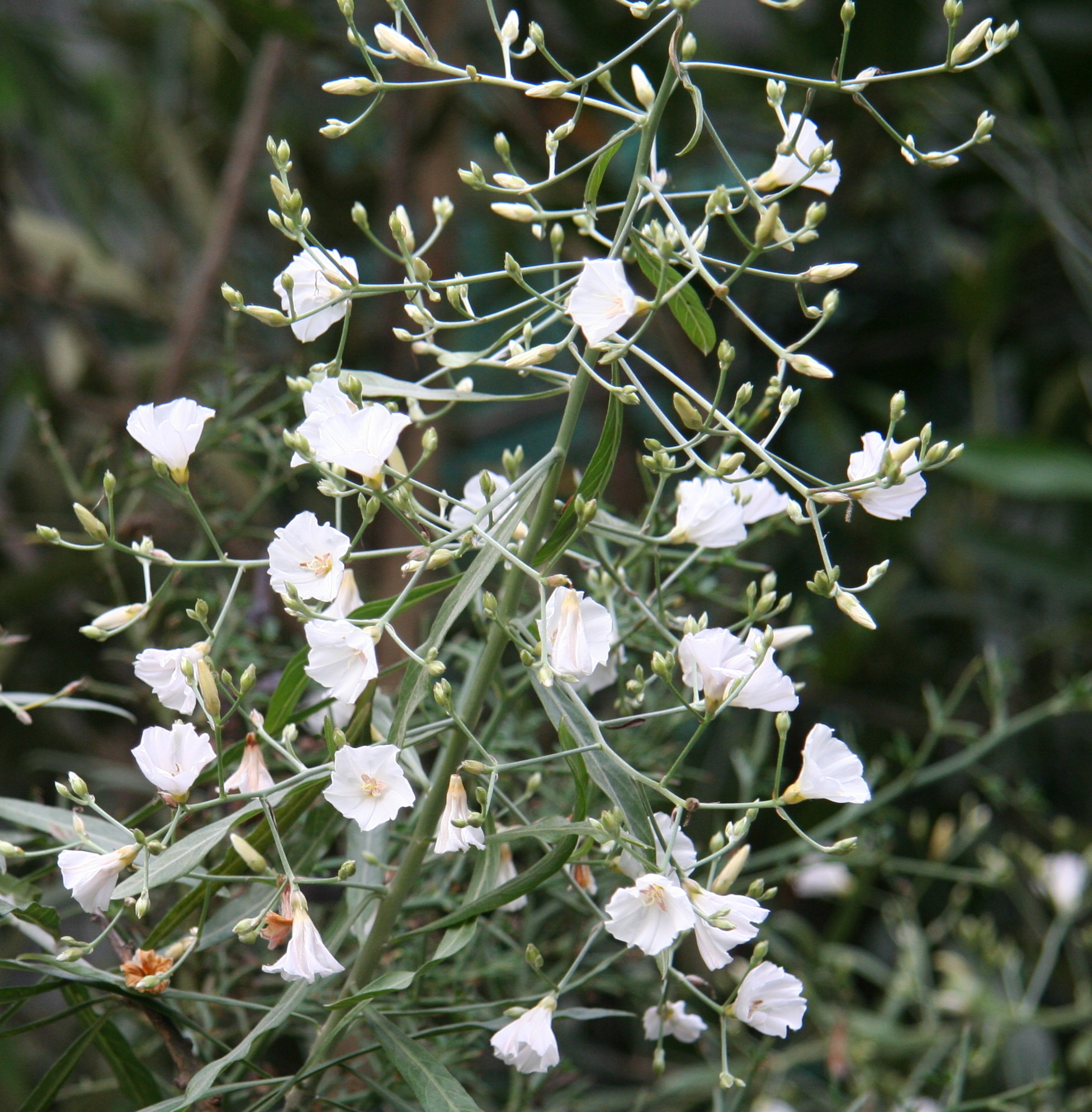
Keřovitý svlačec Convolvulus floridus

## Rozšíření
Rod svlačec zahrnuje asi 250 druhů. Je rozšířen v mírném pásu obou polokoulí a v tropických a subtropických horách. Těžiště rozšíření je v severním mírném pásu.
V České republice je domácí jediný druh, svlačec rolní (Convolvulus arvensis). Tento druh má velmi rozsáhlý areál výskytu v mírných oblastech celé severní polokoule s přesahy do subtropů. Roste v celé Evropě mimo její nejsevernější části. Z celé Evropy je uváděno celkem 24 druhů svlačců. Převážná většina je svým výskytem omezena na Středomoří, případně na ukrajinský Krym. Mezi druhy rozšířené téměř po celém Středomoří náleží zejména svlačec kantaberský (Convolvulus cantabrica), svlačec proskurníkovitý (Convolvulus althaeoides), svlačec trojbarevný (Convolvulus tricolor), svlačec Convolvulus lineatus a drobnokvětý druh Convolvulus pentapetaloides.

## Ohrožené druhy
Svlačec Convolvulus argyrothamnos z Kréty je veden v
Červeném seznamu ohrožených druhů IUCN jako kriticky ohrožený druh, podobně jako Convolvulus durandoi z pomezí Tuniska a Alžíru. V kategorii ohrožené je uváděn druh Convolvulus lopezsocasii, pocházející z ostrova Lanzarote v Kanárských ostrovech. Na jižním Slovensku se na jediné lokalitě (Burda) vyskytuje svlačec kantaberský (Convolvulus cantabrica) a je zde chráněn jako kriticky ohrožený druh flóry SR. Tato lokalita je na severním okraji areálu rozšíření druhu.

## Zástupci
- svlačec kantaberský (Convolvulus cantabrica)
- svlačec proskurníkovitý (Convolvulus althaeoides)
- svlačec rolní (Convolvulus arvensis)
- svlačec trojbarevný (Convolvulus tricolor)

## Význam
Svlačec trojbarevný (Convolvulus tricolor) se pěstuje v Česku jako letnička. Polštářovitě rostoucí horský svlačec Convolvulus boissieri subsp. compactus je občas pěstován jako skalnička. Svlačec rolní (Convolvulus arvensis) je vytrvalý a dosti obtížně vyhubitelný plevel.

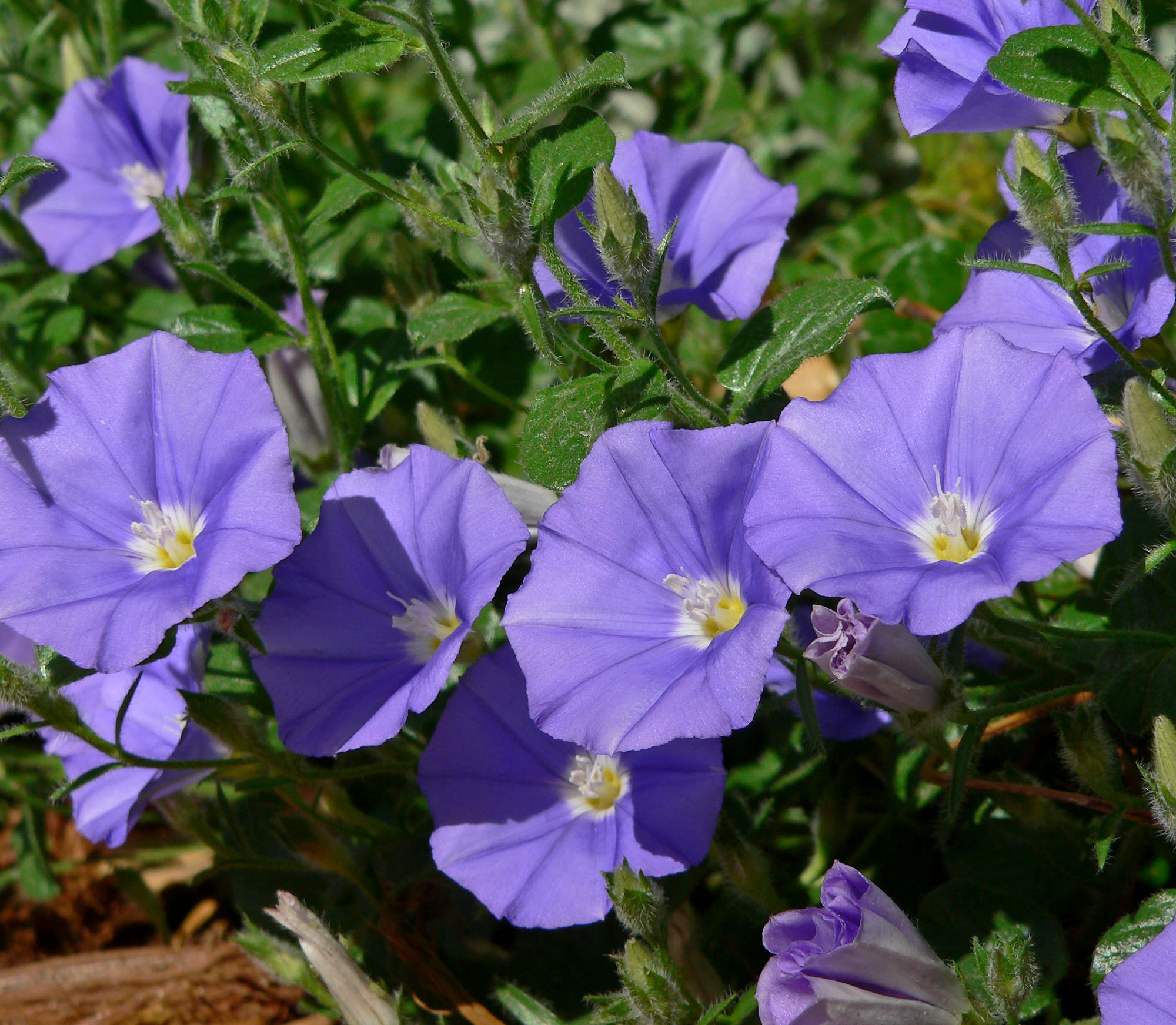
Svlačec C. sabatius
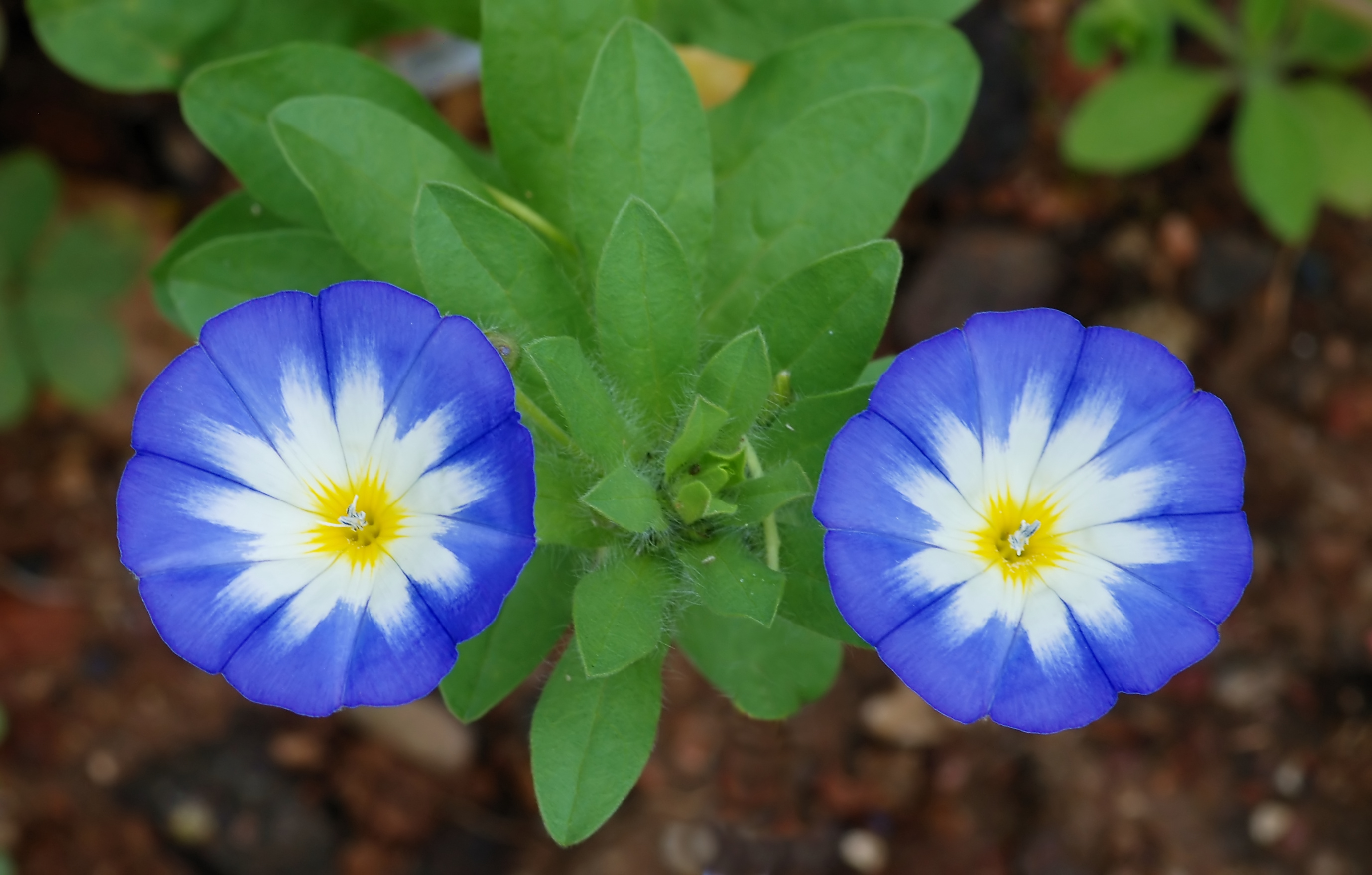
Svlačec trojbarevný (C. tricolor)
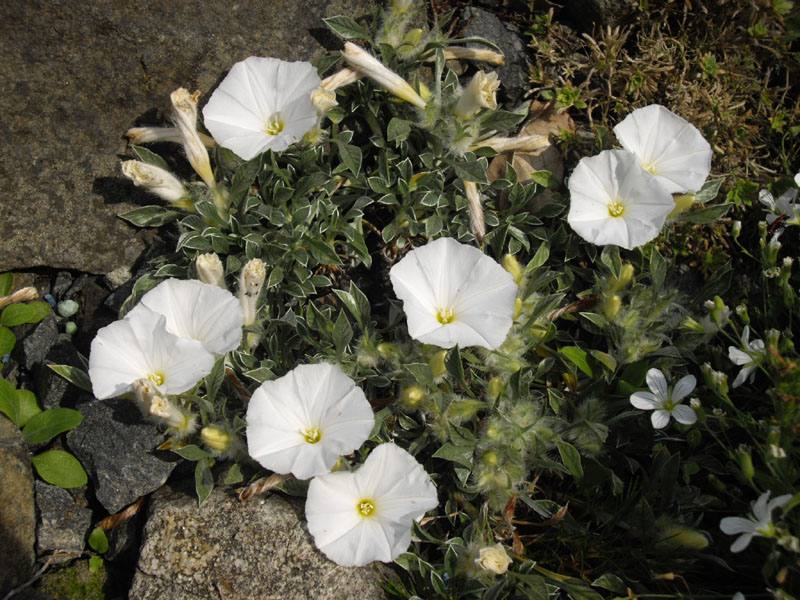
Polštářovitě rostoucí svlačec C. boissieri subsp. compactus
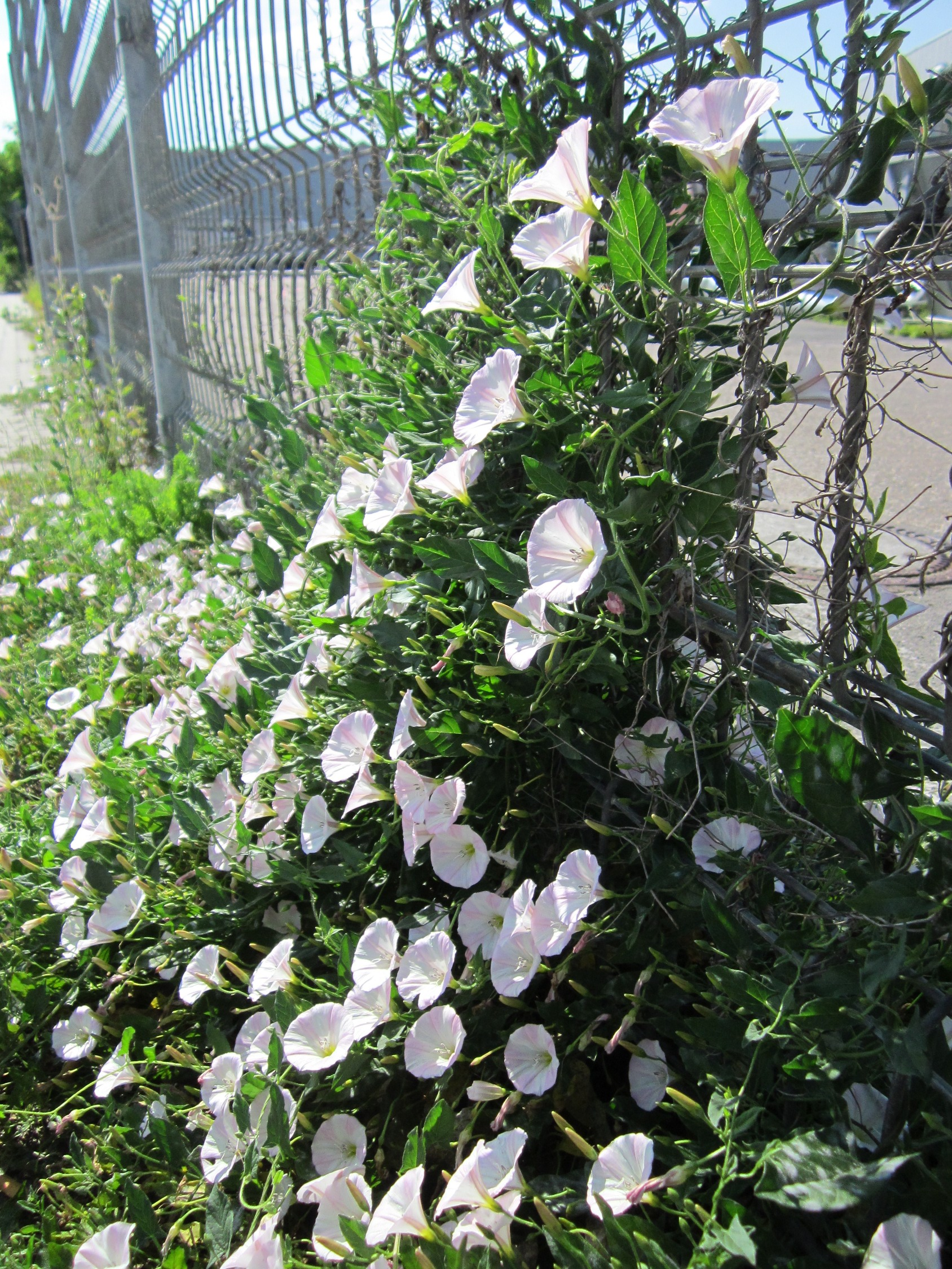
Rozrostlý svlačec rolní (C. arvensis)